# Ikva-sík
Az Ikva-sík a Vas–Soproni-síkság egyik kistája Győr-Moson-Sopron vármegye területén. A kis kiterjedésű síkság kis területen átnyúlik Ausztriába is, 154 km²-es magyarországi része az Ikva 37 km-es, az Alpokalja és a Kisalföld közé eső szakaszának vízgyűjtő területe. Nyugatról a Soproni-hegység, északról a már a Kisalföldhöz tartozó Fertő-medence határolja, északkeleten röviden érintkezik a Hansággal és a Kapuvári-síkkal, délről pedig a Répce-sík vidéke övezi.

## Földtan és domborzat
A kistáj medencealjzatát soproni kristályospala-összlet építi fel, amelyre a pleisztocén során az akkor még a Lajta és a Vulka vizét is levezető Ikva eltérő korú hordalékkúpokat, kavicstakarókat épített, amelyet jellemzően jégkori vályog, helyenként lösz vagy homokos üledék takar. A pleisztocén végén ezekben alakította ki teraszos völgyét, eróziós síkját. Ennek következtében az Ikva-sík kavicstakarója a jelenkorra meglehetősen széttagolt, csupán északi sávjában összefüggő, amely északkeleten fokozatosan belesimul a Hanság lapályába.
A nyugatról keleti irányban lejtő Ikva-sík magyarországi részének legmagasabb pontja az államhatárnál (265 m), legalacsonyabb pontja pedig Fertőendréd közelében (119 m) található. Teljes egészében az Ikva vízgyűjtő területe, a kistájra eső mellékágai a Dénesmajori-patak és az Arany-patak. Az Ikva középvízhozama alacsony, Fertőszentmiklósnál mért értéke 1 m³/s, vízállása 131 és 316 cm között ingadozik.

## Éghajlat
Éghajlatát mérsékelten hűvös évi középhőmérséklet (9,5–10,0 °C) jellemzi, a kistáj keleti részének nyári átlaghőmérséklete rendszerint 0,5 °C-kal magasabb a nyugatinál. Az évi csapadékmennyiség szintén mérsékelt (620–640 mm/év), a legtöbb egynapi csapadékot Nagycenken mérték (140 mm). Az évi napsütötte órák száma 1850 körül mozog. Az északnyugati szélirány uralja az Ikva-síkot, az átlagos szélsebesség 12,6–14,4 km/h.

## Talaj és növényzet
A földtani tagoltságnak megfelelően változatos talajtípusok találhatóak az Ikva-síkon. A löszön, esetleg harmadidőszaki üledéken képződött barnaföld a leggyakoribb, a kistáj felszínének 52%-án fordul elő, a Répce-sík valamennyi megmaradt erdeje barnaföld talajon él. Ezenkívül a kistáj déli és nyugati sávjában gyakoriak még az agyagbemosódásos barna erdőtalajok (18%), Pereszteg térségében pedig a csernozjom barna erdőtalajok (12%). Az Ikva völgyének uralkodó talajtípusa a réti öntéstalaj (8%) és a réti talaj (25%), a Fertő-medencével érintkező területeken szórványosan a lápos réti talaj (2%).
A természetes növénytakaró az Ikva-sík nyugati részén és Fertőd környékén a gyertyános-tölgyesek, egyébként a cseres-kocsánytalantölgyesek. Az Ikva-völgy ligeterdői, az északi sáv mészkedvelő erdői és lösztölgyesei mára eltűntek, a másutt megmaradt erdőtömböket az akácfajok elözönlése fenyegeti. Az ősgyepeket a szántóművelés megtizedelte, a Fertőboz melletti letörések gyepjei, valamint az Ebergőc melletti lápteknő említhetőek reliktumterületként.
| Területhasznosítás | Terület     | Területarány |
| ------------------ | ----------- | ------------ |
| Lakott terület     | 1 461,2 ha  | 9,5%         |
| Szántó             | 10 481,0 ha | 68,1%        |
| Kert               | 142,4 ha    | 0,9%         |
| Szőlő              | 425,9 ha    | 2,8%         |
| Rét, legelő        | 700,0 ha    | 4,5%         |
| Erdő               | 2 106,9 ha  | 13,7%        |
| Vízfelszín         | 72,2 ha     | 0,5%         |

## Népesség
Az Ikva-sík népessége 16 321 fő (2001), népsűrűsége átlagosnak tekinthető (106 fő/km²). Településhálózata szintén sűrű, de két városi jogállású települése, Fertőd és Fertőszentmiklós lélekszáma mindössze 4000 fő alatti. Öt település, Fertőszéplak, Nagycenk, Pereszteg, Petőháza és Sarród népessége meghaladja az 1000 főt, mellettük kis- (Fertőendréd, Nagylózs) és 500-as lélekszám alatti aprófalvak (Ebergőc, Pinnye, Röjtökmuzsaj) hálózzák be a kistájat.
A 2001. évi népszámlálás szerint a lakosság 90,4%-a római katolikus, 1,8%-a református, 1,3%-a evangélikus. A magyar nemzetiség aránya 96%-os, egyetlen nemzeti kisebbség sem képviselteti magát 0,5%-osnál nagyobb arányban.